# 歌德故居 (魏玛)

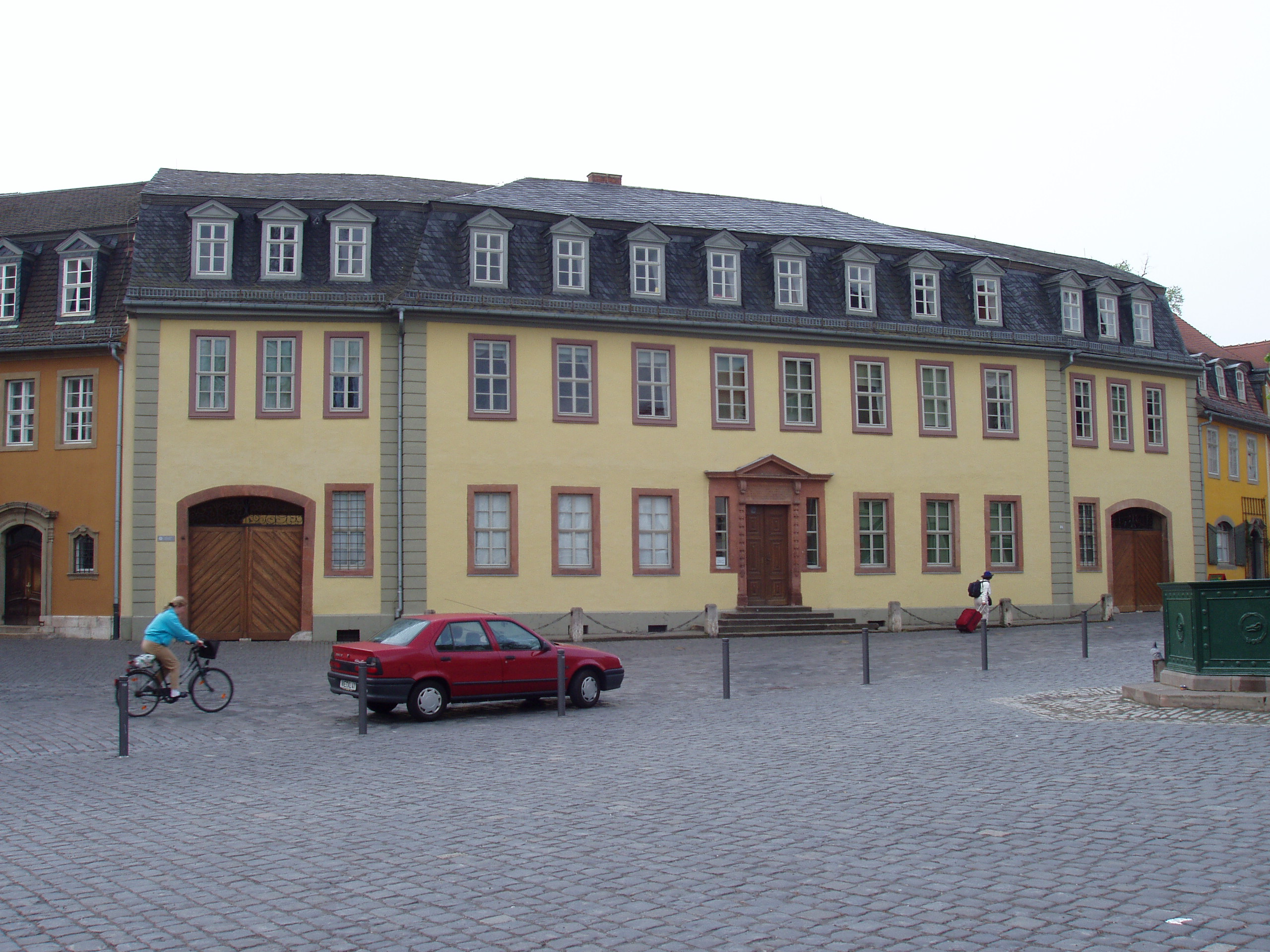
歌德故居

歌德故居（Goethes Wohnhaus）是诗人歌德在魏玛居留时的几处住所中最重要的一处。建于1707年-1709年。自1998年起为联合国教科文组织世界遗产“古典魏玛”的一部分。

## 图片

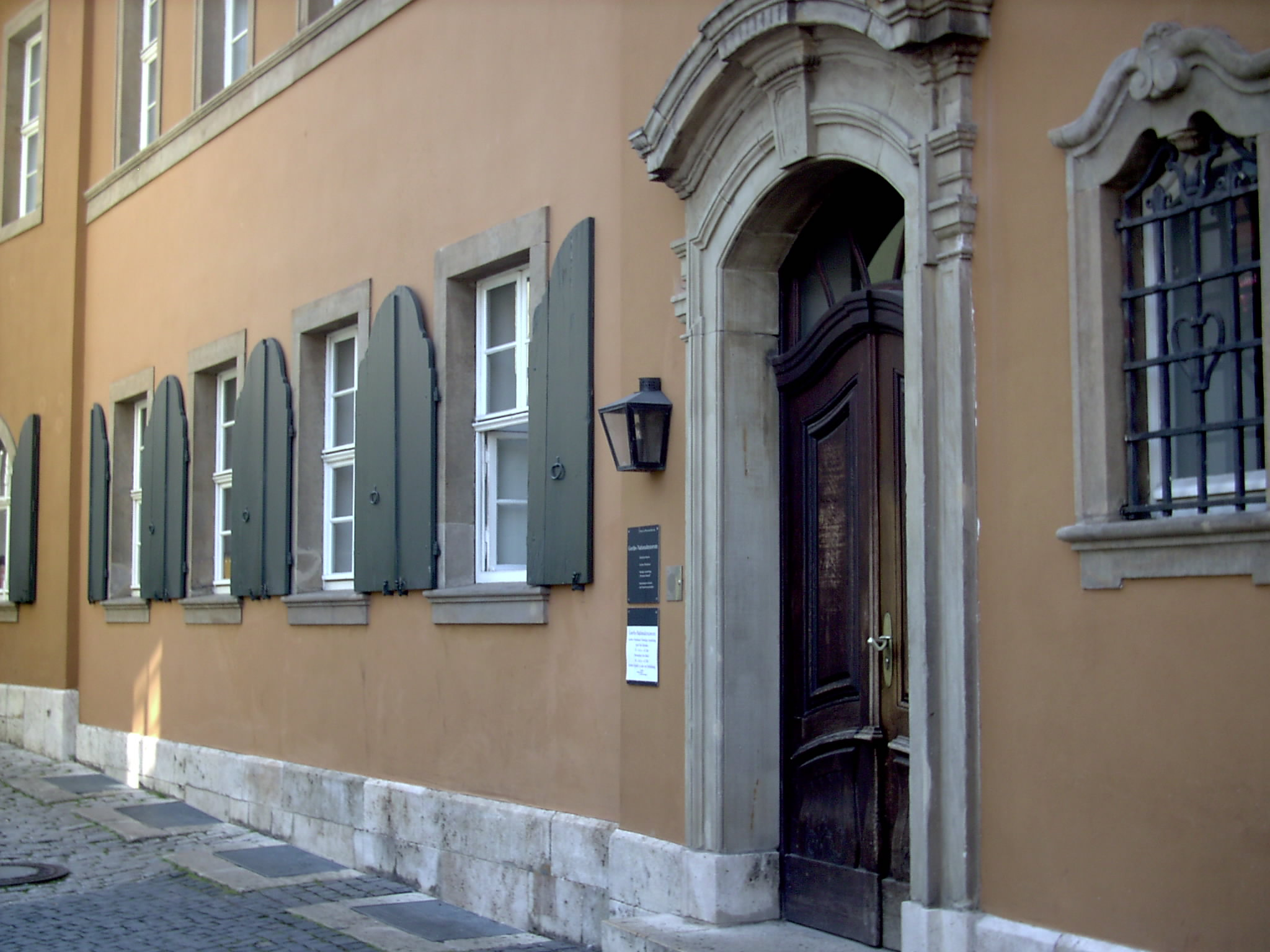
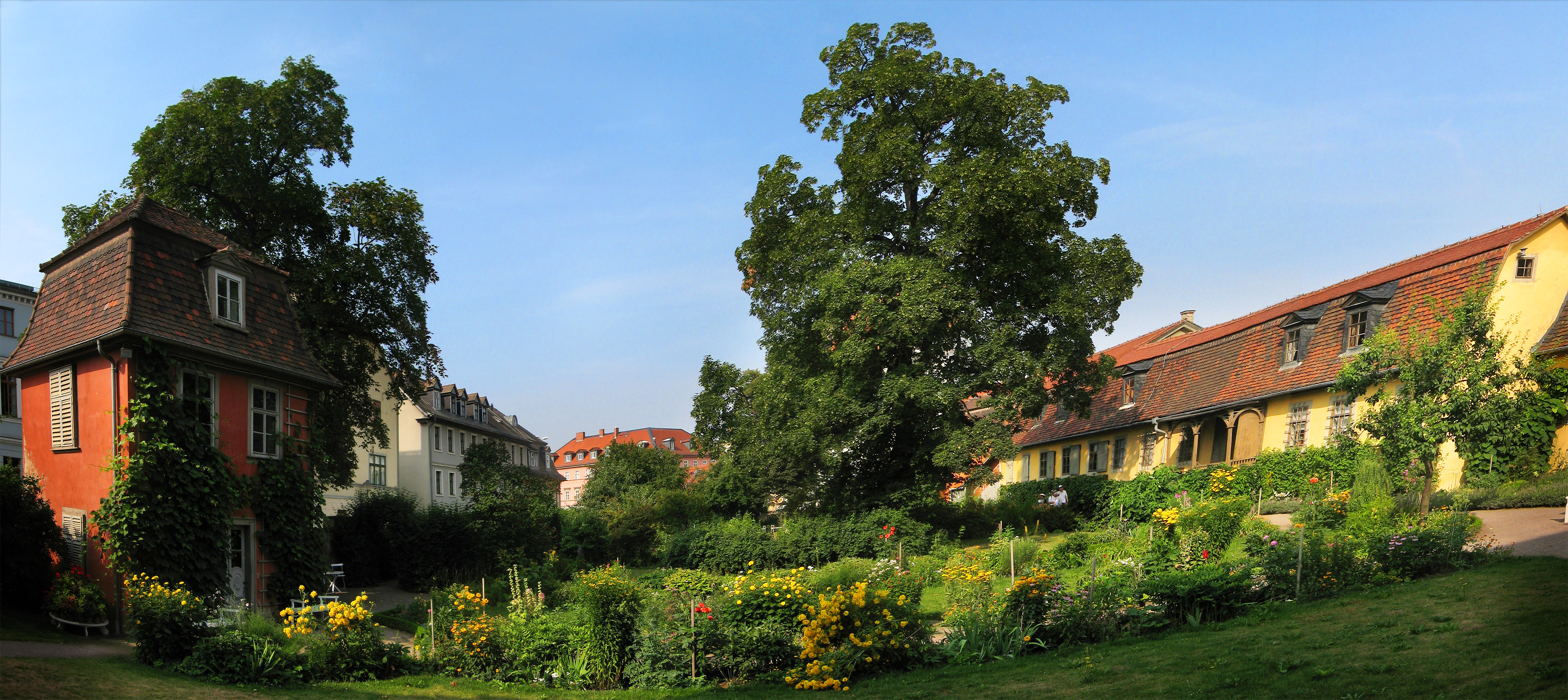
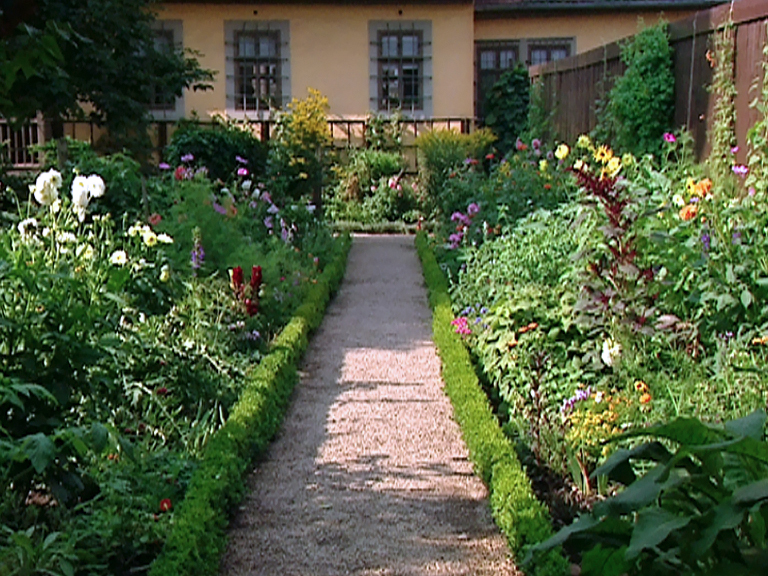